# Porcellio pseudocilicius
Porcellio pseudocilicius is een pissebed uit de familie Porcellionidae. De wetenschappelijke naam van de soort is voor het eerst geldig gepubliceerd in 1992 door Schmalfuss.